# Calotta artica

Variazione dell’estensione del ghiaccio del Mare glaciale artico tra marzo e settembre

La calotta glaciale artica è la calotta glaciale che copre la regione artica intorno al Polo Nord, composta dalla calotta glaciale della Groenlandia e dalla banchisa artica, una crosta di ghiaccio derivante dal congelamento dell'acqua marina al di sopra della zona del Mare Glaciale Artico.

## Descrizione

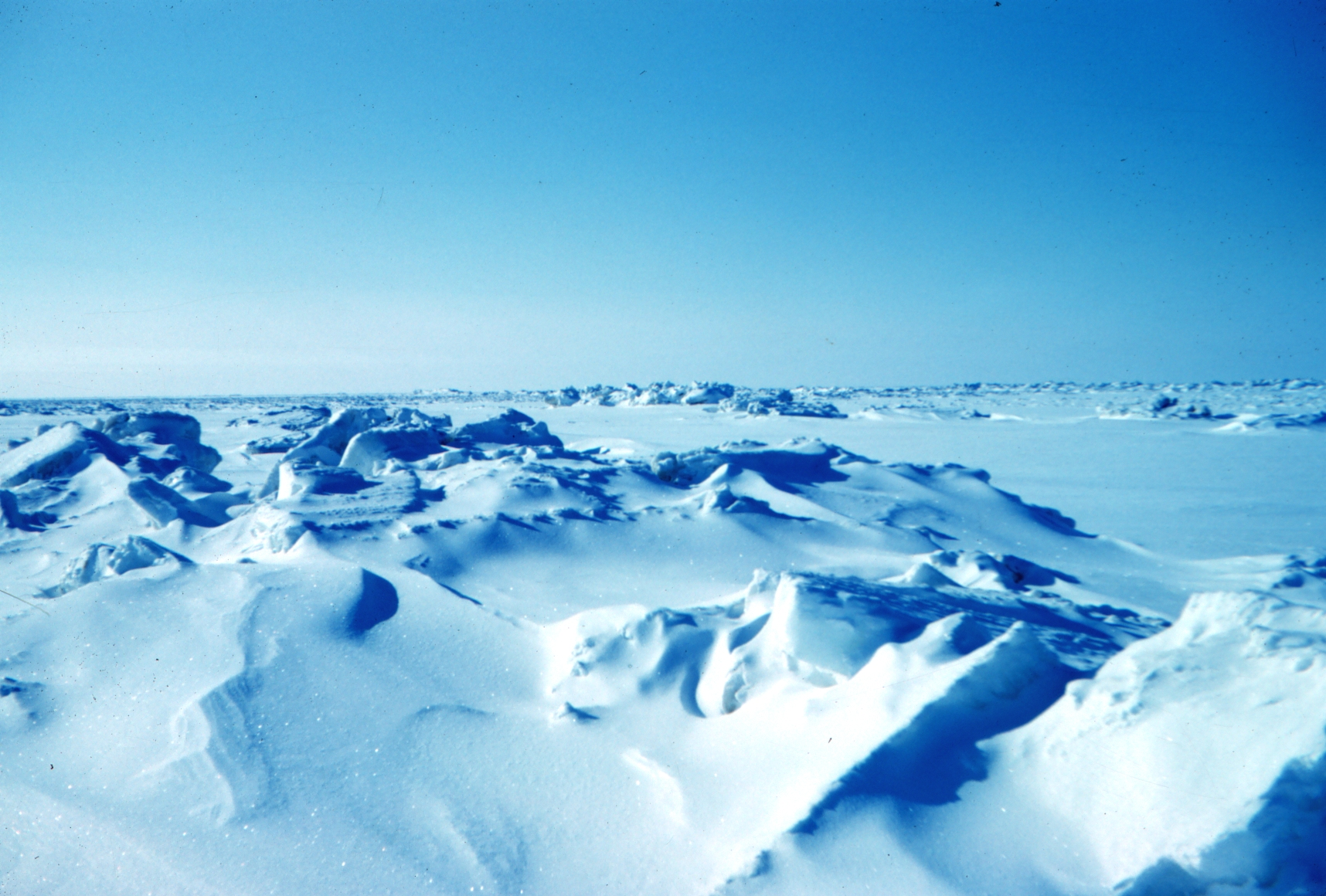
Veduta invernale della superficie ghiacciata del Mare di Beaufort, Alaska North Slope, primavera 1949. Autore: Rear Admiral Harley D. Nygren, NOAA Corps (ret.)

Mentre la calotta glaciale della Groenlandia risulta abbastanza stabile con spessori di ghiaccio continentale che localmente superano anche i 3000 m, estensione e spessore della banchisa artica variano invece localmente da pochi centimetri ad alcuni metri, nella parte compresa fra il polo e la costa settentrionale della Groenlandia. 
Annualmente, la banchisa artica attraversa un ciclo termico stagionale con una estensione minima a settembre di 5500000 km² e una massima a marzo di 15000000 km² (dati medi del decennio 2000-2010); la variazione di superficie fra le due è di oltre il 50%. Non esiste un confine netto fra banchisa e mare aperto, ma c'è una zona intermedia costituita da lastroni di ghiaccio e altri frammenti alla deriva, che si estende o si ritira secondo le tempeste e le stagioni. 
Le prime misure attendibili dell'estensione della calotta artica risalgono agli anni '50, anche se dati veramente precisi sono stati disponibili solo dal 1978 in poi con i satelliti Seasat; da allora, è stata misurata una diminuzione costante della sua estensione media del 3% per decennio, che ha però subito un'accelerazione improvvisa nel decennio 2000-2010, in cui ha subito un declino di quasi il 10%.
Solo nel 1926 l'uomo conquista il Polo Nord, nella famosa impresa ispirata da Roald Amundsen, attraverso una stupefacente trasvolata della calotta artica con il dirigibile Norge.

## Effetti sul clima
La calotta polare artica è un elemento fondamentale del sistema climatico del nostro pianeta. La sua funzione più importante è quella di isolare l'acqua dell'oceano artico, relativamente calda, dall'aria polare soprastante che è invece molto più fredda. Nello stesso tempo, la calotta impedisce l'assorbimento dei raggi solari. L'albedo dei ghiacci polari è 0,6, che sale a 0,8 se sono coperti di neve, mentre l'acqua di mare ha un'albedo di solo 0,15. L'effetto complessivo quindi è quello di mantenere freddo il polo nord, bloccando nello stesso tempo il trasferimento del calore dall'oceano all'atmosfera. 
Oltre a questi, la calotta polare artica ha altri due effetti molto importanti.

### Blocco del metano

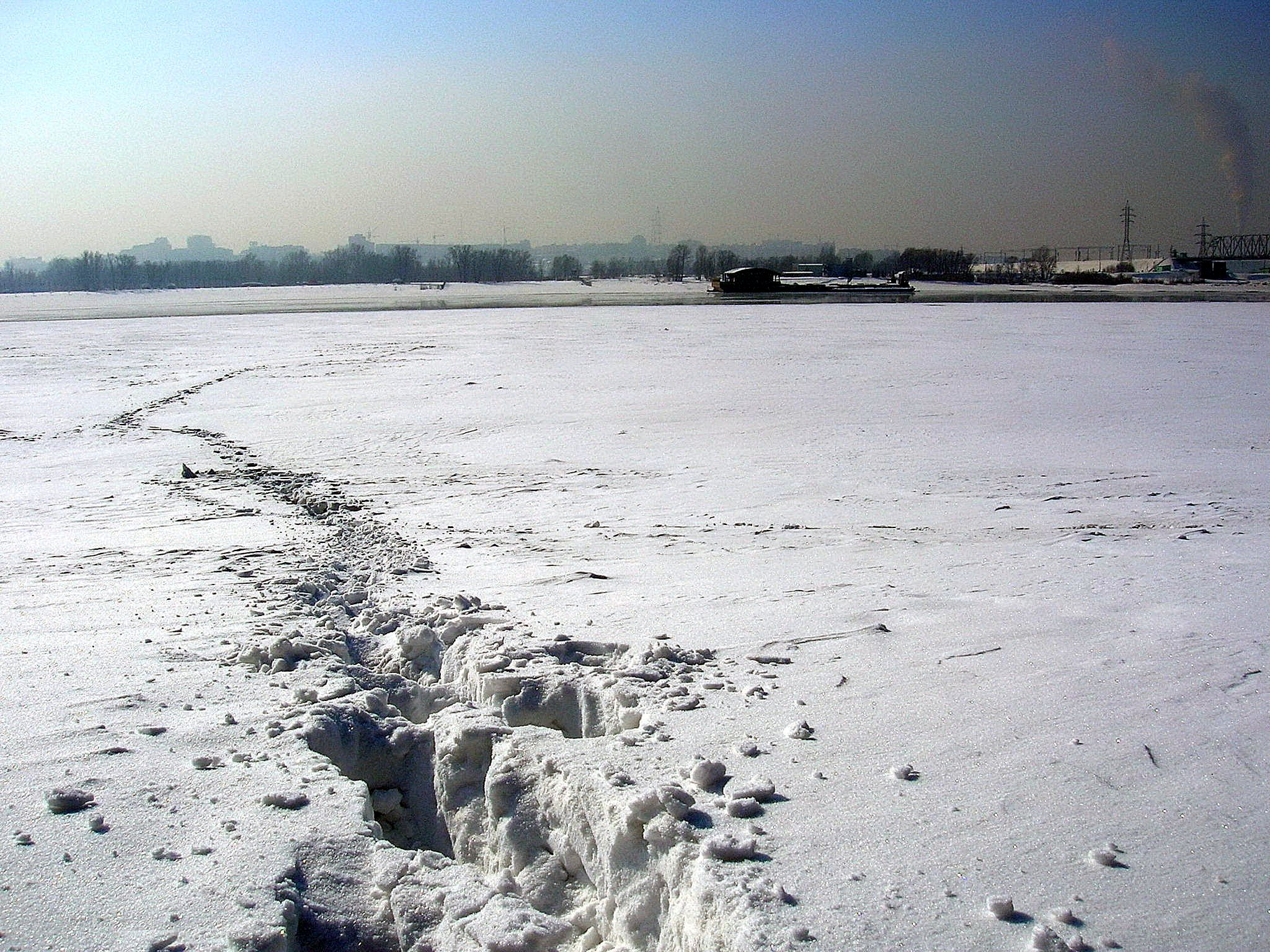
Il fiume Ob'

Il ghiaccio marino contribuisce a intrappolare il metano contenuto nel permafrost e nei clatrati sui fondali marini; una improvvisa sparizione del ghiaccio della calotta artica potrebbe innescare un evento di riscaldamento globale simile al Massimo termico del Paleocene-Eocene di 55 milioni di anni fa, o peggio all'estinzione di massa del Permiano-Triassico di 251 milioni di anni fa.

### Effetti idrologici
Quando l'acqua di mare congela, perde gran parte del suo contenuto di sale che viene assorbito dall'acqua circostante, che diventa più densa e quindi più pesante; perciò durante i mesi autunnali l'artico genera delle correnti dovute all'inabissarsi di acqua marina fredda e salata. Questo è uno dei motori della circolazione termoalina, un sistema di grandi correnti oceaniche profonde che abbraccia l'intero pianeta. Questo meccanismo è particolarmente forte al largo della costa est della Groenlandia, a latitudini comprese fra 72° e 74° N, dove la corrente di Jan Mayen porta allo scoperto acqua marina molto fredda. Il ghiaccio che si forma viene spinto a sud dai venti, permettendo ad altra acqua di ghiacciare e incrementando l'efficienza del processo.